# Mieczysław Kieca
Mieczysław Kieca (ur. 31 lipca 1979 w Bielsku-Białej) – polski samorządowiec, od 2006 prezydent Wodzisławia Śląskiego.

## Życiorys
Z zawodu fotograf i informatyk. Studiował w Bielskiej Wyższej Szkole im. Jana Tyszkiewicza (uzyskując tytuł zawodowy inżyniera), następnie odbył studia magisterskie na Politechnice Częstochowskiej. Ukończył również studia podyplomowe w Wyższej Szkole Europejskiej im. ks. Józefa Tischnera.
W 2006 został wybrany na urząd prezydenta Wodzisławia Śląskiego z listy lokalnego komitetu wyborczego. W chwili objęcia urzędu miał 27 lat, stając się tym samym najmłodszym urzędującym prezydentem miasta. W lutym 2007 został powołany na przewodniczącego Międzygminnego Związku Wodociągów i Kanalizacji w Wodzisławiu Śląskim, a lipcu tego samego roku na zastępcę przewodniczącego rady społecznej w miejskim ZOZ. W 2010 został członkiem Platformy Obywatelskiej. W tym samym roku uzyskał reelekcję na urząd prezydenta miasta. 9 czerwca 2013 odbyło się referendum w sprawie odwołania prezydenta, które okazało się nieważne z uwagi na zbyt niską frekwencję. W 2014 i 2018 Mieczysław Kieca w pierwszej turze głosowania ponownie był wybierany na stanowisko prezydenta Wodzisławia Śląskiego. W 2023 bez powodzenia kandydował do Sejmu z ramienia Koalicji Obywatelskiej. W 2024 uzyskał reelekcję w wyborach na urząd prezydenta miasta, pokonując w drugiej turze Dezyderiusza Szwagrzaka z wynikiem 55,38% głosów.

## Odznaczenia
- Srebrny Medal za Zasługi dla Policji (2024)[10]
- Odznaka honorowa „Za Zasługi dla Związku Kombatantów RP i Byłych Więźniów Politycznych” (2010)[11]